# Nofej Prat
Nofej Prat (hebrejsky: נוֹפֵי פְּרָת, doslova „Vyhlídky na Prat“, podle sousedního kaňonu Nachal Prat, anglicky: Nofei Prat) je izraelská osada a vesnice typu společná osada (jišuv kehilati) na Západním břehu Jordánu v distriktu Judea a Samaří a v Oblastní radě Mate Binjamin.

## Geografie
Nachází se v nadmořské výšce cca 430 metrů na severním okraji Judské pouště na svazích nad hlubokým kaňonem Nachal Prat (zvaným též Vádí Kelt). Nofej Prat leží v severovýchodní části aglomerace Jeruzalému, cca 10 kilometrů severovýchodně od jeho historického jádra a cca 58 kilometrů jihovýchodně od centra Tel Avivu. Osada je na dopravní síť aglomerace Jeruzalému napojena pomocí lokální silnice vedoucí skrz sousední obec Kfar Adumim, která pak ústí do dálnice číslo 1. Ta vede k západu do centra Jeruzalému a okolo města Ma'ale Adumim a k východu do oblasti okolo Mrtvého moře.
Je součástí souvislého bloku izraelských osad situovaného na Západním břehu Jordánu, východně od Jeruzalému (tzv. Guš Adumim). Do tohoto bloku se řadí dále město Ma'ale Adumim a menší sídla jako Kfar Adumim, Alon, Almon a Kedar. Tento blok sousedí severním, východním a jižním směrem s převážně neosídlenými oblastmi Judské pouště. Pouze na západě přímo navazuje na zastavěné území aglomerace Jeruzalému, včetně palestinských obcí, z nichž žádná ale neleží v bezprostřední blízkosti obce Nofej Prat (nejblíže je město 'Anata 5 kilometrů jihozápadním směrem).

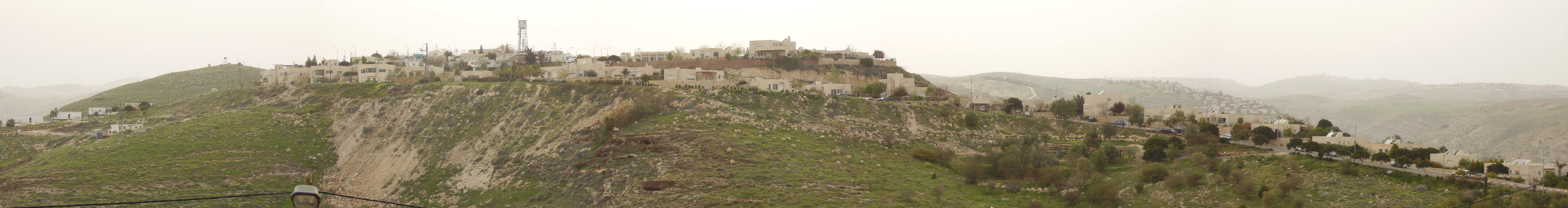
pohled na Nofej Prat z vesnice Almon

## Dějiny
Obec Nofej Prat vznikla v červnu 1992 jako iniciativa skupiny studentů z Hebrejské univerzity v Jeruzalému. K založení nové komunity došlo 23. června 1992, tedy v den, kdy v Izraeli zvítězila ve volbách levicová Strana práce. Šlo na dlouhou dobu o jednu z posledních osidlovacích akcí na Západním břehu Jordánu. I samotná příprava zřízení Nofej Prat se pak zbrzdila. Teprve v roce 1996 začaly přípravné stavební práce, v květnu 1998 začala výstavba domů a v srpnu 1998 se konala oficiální slavnost pokládání základního kamene. Pro zbudování Nofej Prat byla přidělena část pozemků již existující obce Kfar Adumim, za jejichž součást je Nofej Prat stále oficiálně považováno, třebaže fakticky jde o samostatnou obec, se samostatným zastoupením v Oblastní radě Mate Binjamin.
V červnu 2004 byl zpětně zveřejněn územní plán pro Nofej Prat s 52 bytovými jednotkami. Tento plán byl mezitím plně realizován. Tato první etapa výstavby se skládala ze dvou fází: v první vzniklo 33 a v druhé 19 domů. Později pak publikován i plán pro čtvrť Nofej Prat Bet s výhledovou kapacitou 212 bytů. V rámci této fáze byla realizována výstavba 20 bytových jednotek a další jsou plánovány. V lednu 2001 byla také západně od vlastní osady založena nová čtvrť Nofej Prat Ma'arav, kde podle pozdější vládní zprávy trvale pobývaly dvě rodiny v provizorních karavanech. Podle databáze organizace Peace Now z roku 2007 ale v lokalitě Nofej Prat Ma'arav (neboli Kóta 468) žilo už deset lidí.
Územní plán Nofej Prat předpokládá její výrazné rozšiřování podél okraje kaňonu Nachal Prat směrem ke Kfar Adumim i k Jeruzalému. V počáteční fázi osidlování neměla obec přivod elektřiny a vody, nyní jsou zde zavedeny inženýrské sítě (voda se odebírá ze sousední Kfar Adumim). Zajíždí sem veřejná autobusová doprava (linka 173). V obci fungují předškolní zařízení, základní školství je zajištěno v okolních osadách. V Nofej Prat je veřejná knihovna a provizorní synagoga. Obchod je k dispozici v Kfar Adumim.
Podle plánů z počátku 21. století měla být obec, spolu s dalšími osadami v bloku Guš Adumim okolo Ma'ale Adumim zahrnuta do Izraelské bezpečnostní bariéry a oddělena od okolních palestinských sídel. Podle stavu k roku 2008 ale tato bariéra vyrostla pouze okolo vlastního Jeruzaléma a nikoliv v bloku okolo Ma'ale Adumim a její trasa v tomto úseku stále nebyla definitivně stanovena. Území v blízkosti Ma'ale Adumim je potenciální severojižní spojnicí mezi severní a jižní částí Západního břehu Jordánu, které může být strategicky významné v případě vzniku nezávislého palestinského státu na části tohoto území.

## Demografie
Obyvatelstvo Nofej Prat je v databázi rady Ješa popisováno jako smíšené, tedy složené ze sekulárních i nábožensky orientovaných Izraelců. Poměr sekulárních a náboženských obyvatel je zhruba 40 ku 60 %. 70 % obyvatel má vysokoškolské vzdělání nebo studuje vysokou školu. Přesné údaje o populačním vývoji nejsou k dispozici, protože formálně není osada považována za samostatnou obec. Internetové stránky Nofej Prat uvádějí přes 400 obyvatel (130 rodin).